# Kaschmirwolle

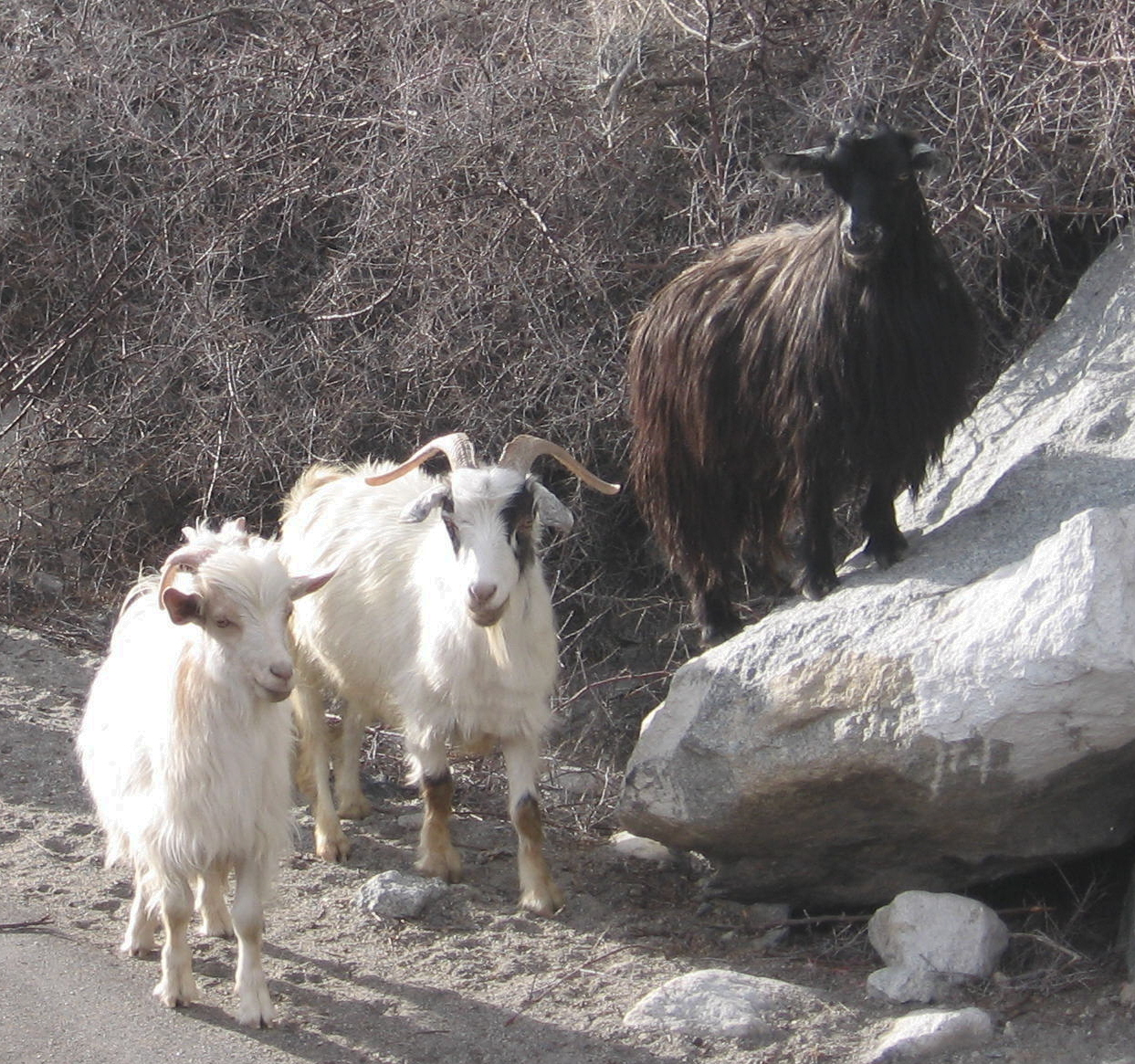
Kaschmirziege

Als Kaschmirwolle, Kaschmirhaar bzw. einfach Kaschmir (WS) bezeichnet man das sehr feine und glänzende, mit schwacher Kräuselung versehene Unterhaar der Kaschmirziege. Die Kaschmir-Faser wird zu den Edelhaaren gezählt, da sie als Luxusfaser angesehen wird und Geltung vermittelt.
Der Name ist von der Region Kaschmir abgeleitet. Die dort beheimatete Gattung der schlappohrigen, gehörnten Kaschmirziegen mit ihren etwa 20 Zuchtformen kommt in den Farbschlägen Weiß, Grau, Braun oder Schwarz vor. Sie zählt zur Familie der Hausziegen, einer Unterart der Wollziegen. In ihrer Heimat wird Kaschmirwolle seit ungefähr 1000 v. Chr. handwerklich zu hochwertigen Textilien verarbeitet.
Obwohl Wolle zunächst der Name für die Wolle des Schafes ist, wird er aber auch als allgemeine Bezeichnung für feine, entgrannte Tierhaare genutzt. Das Edelhaar Kaschmir wie auch andere Edelhaare weisen im Vergleich zur Wolle eine etwa nur halb so hohe Schuppenkantenhöhe auf. Auch unterscheiden sie sich in der Anzahl der Schuppen je Längeneinheit und in der Charakteristik. Deshalb fühlen sich Edelhaare bei gleichem Durchmesser etwas weicher und glatter als Wolle an.

## Eigenschaften
Das vom Deckhaar (synonym Grannen) gereinigte Unterhaar (synonym Wollhaar) der Kaschmir-Ziege ist besonders fein, mit einem Durchmesser von nur 15 bis 19 Mikrometer und einer Länge von 25 bis 90 Millimeter. Der durchschnittliche Durchmesser der Haare darf nach amerikanischer Definition für Kaschmirwollprodukte 19 Mikrometer nicht überschreiten, mit einem Variationskoeffizienten von 24 % und einem maximalen Anteil von 3 % an Haaren mit einem Durchmesser von über 30 Mikrometern. Kaschmir zählt wegen seiner Feinfaserigkeit zu den Edelhaaren mit sehr guten Wärmerückhaltungseigenschaften bei geringem Eigengewicht.
Kaschmir ist eine der teuersten Naturfasern. Es wird aufgrund der vergleichsweise hohen Kosten häufig mit Merinowolle oder anderer Schafwolle gemischt angeboten. Der Verkaufspreis richtet sich nach der Qualität des Kaschmirs. Die Haare sollten möglichst fein (dünn), lang, gekraust und hell (weiß) sein; sie nehmen dabei ähnlich wie andere Wolle Farbstoffe gut auf. Unter den tierischen Haaren und Seiden besitzen nur Vikunjawolle, Shahtoosh, Angora, Byssus und Seide geringere Faserdurchmesser.

## Gewinnung

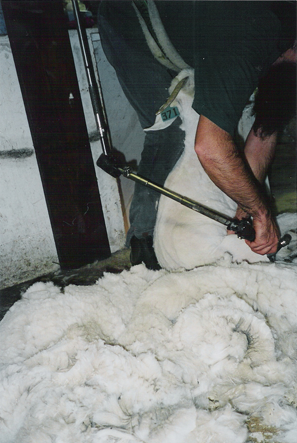
Maschinelles Scheren von Kaschmirwolle in Corindhap, Australien

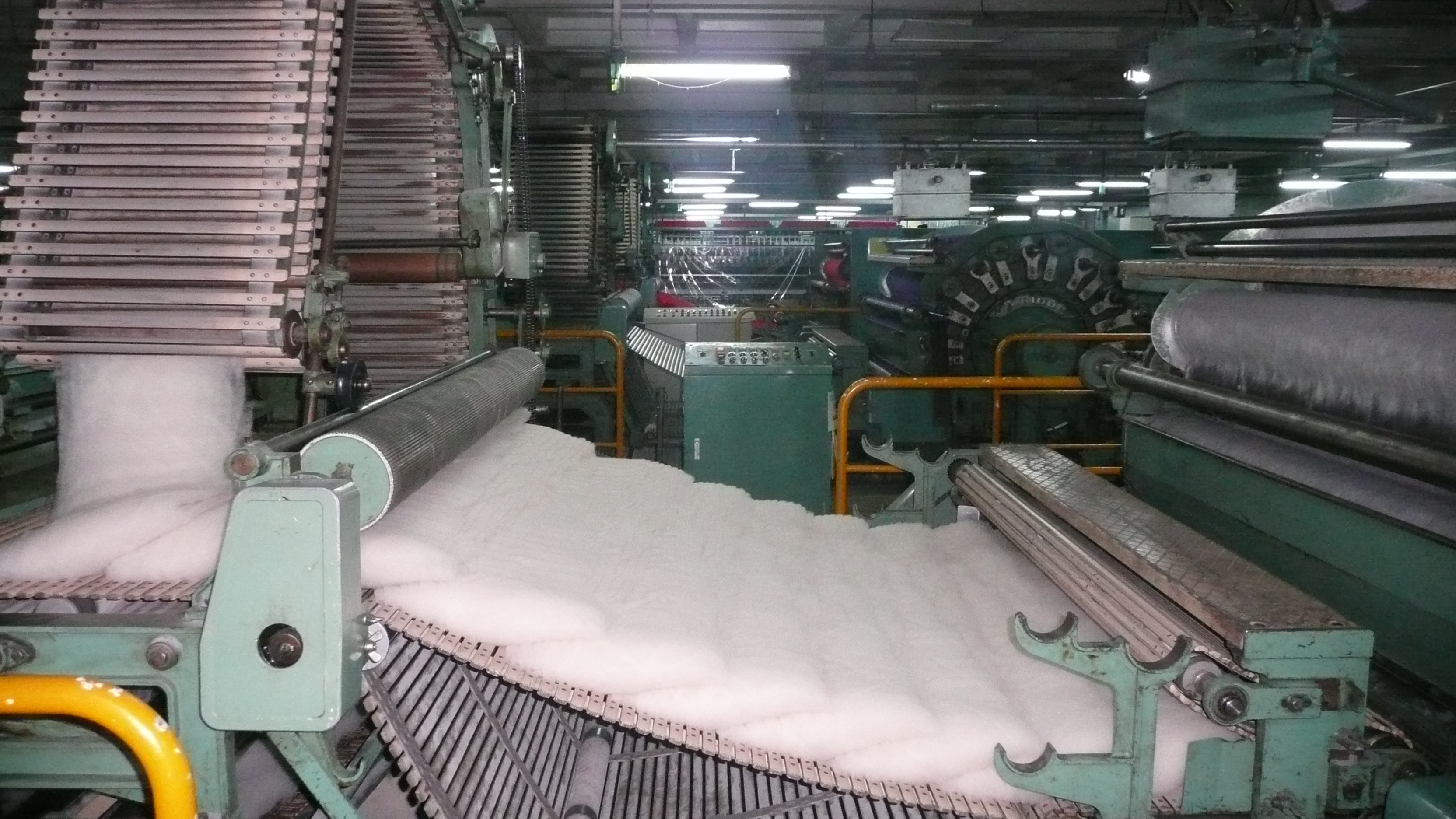
Maschinelle Faseraufbereitung in Ulan Bator

Meistens wird Kaschmirwolle im Frühjahr zum Fellwechsel gewonnen. Dabei kommen zwei alternative Methoden zum Einsatz: Auskämmen oder Scheren. Beim Auskämmen wird das Fell während des Fellwechsels zum Ende des Winters bzw. im Frühjahr ausgekämmt. Pro Tier werden ca. 150 Gramm gesammelt. Das Scheren geschieht meistens maschinell. Anschließend sortiert man das Haar von Hand nach Farben und verwirft Partien mangelhafter Qualität. Darauf wäscht man das vorsortierte Haar, um Fett und Verunreinigungen zu entfernen. Das Entgrannen ist ein zweiter Sortiervorgang, bei dem das grobe Deckhaar (Grannen) von der gewünschten feinen Unterwolle getrennt wird. Das erfolgt heute meist maschinell.
Es leben weltweit circa 770.000 Kaschmirziegen, davon rund 120.000 in China. Die wichtigsten Erzeugerländer sind heute die VR China, die Mongolei, Iran, Afghanistan, Nepal und Indien. Es befinden sich jedoch auch in Australien, Neuseeland und Schottland große Zuchtfarmen. Zu den kleineren Produzenten zählt unter anderem Kirgisistan. Das weltweite Produktionsvolumen betrug 2023 etwa 25.600 Tonnen ungereinigter Kaschmirwolle pro Jahr, von denen 69 % in China erzeugt wurden. Etwa 47 % der Kaschmirwolle erfüllte einen oder mehrere Nachhaltigkeitsstandards. Der Großteil der gereinigten Kaschmirwolle wird nach Italien, Japan und Schottland zur Weiterverarbeitung verkauft.

## Verarbeitung
Nach der Sortierung der Kaschmir-Wolle werden die Wollhaare zu einem Garn versponnen.  Dafür kann das  Zweizylinder-Spinnverfahren (Streichgarnverfahren) angewandt werden, mit dem auch kurze Fasern von 20 bis 60 mm zu Garnen  verarbeitet werden können. In der Zwirnerei können 2-fach Zwirne als auch Mehrfachzwirne mit einer Fachung bis zu 8-fach hergestellt werden. Für die feinen Kaschmirgarne wird auch heute noch das Selfaktor-Spinnen eingesetzt, weil damit gleichmäßigere Garne als beim Ringspinnen erzeugt werden können. Aus den Garnen bzw. Zwirnen können Textilien gewebt oder gestrickt werden. Die Gewebe werden überwiegend in Leinwand- oder Köperbindung aufgebaut und erhalten eine Appretur (Rauen), die einen glatten weichen Griff und ein Aussehen vergleichbar mit dem eines Flanells erzeugt. Kaschmir-Gestricke (Pullover, Socken) stellt man auf Strickmaschinen oder durch Handstricken her.

## Verwendung
Gestrickte Textilien aus Kaschmirwolle umfassen beispielsweise Pullover und Strümpfe. Gewebte Stoffe aus Kaschmirwolle werden beispielsweise zu Schals (Pashmina, Amli-Schal, Kani-Schal, Jamawar), Konfektion oder Maßkonfektion verarbeitet.

## Reinigung
Wie alle proteinbasierten Fasern (Wolle, Seide) müssen Produkte aus Kaschmirwolle chemisch (wasserfrei) oder von Hand in lauwarmem Wasser mit einem Wollwaschmittel gereinigt werden. Voll- und Buntwaschmittel sind ungeeignet, da sie unter den Waschmittelenzymen auch proteinabbauende Enzyme enthalten, welche die Haarstruktur beschädigen. Bei hydrophilen Textilien wie solchen aus Wolle kann ein Wasserkontakt wegen des Quellens und des beim Trocknen folgenden Schrumpfens zu einer Fadenverkürzung und somit zu einer Schrumpfung des Textils führen. In Wäschetrocknern wird die Schrumpfung verstärkt. Weil Textilien aus Kaschmirwolle zum Verfilzen neigen, sollten sie nicht gewrungen oder gerieben werden.

## Warenkennzeichnung
In der Europäischen Union muss nach der Textilkennzeichnungsverordnung 1007/2011 ein ausschließlich mit Kaschmir bezeichnetes Produkt einen Anteil von mindestens 85 % an Kaschmirwolle enthalten. Waren mit Kaschmiranteil sollten einen Mindestgehalt von 14,5 % an Kaschmirfasern aufweisen. Nur Waren aus reiner Kaschmirwolle dürfen die Bezeichnung 100 % Kaschmir tragen.
Pashmina (persisch پشمینه / pašmina) ist, je nach Quelle, eine Bezeichnung für Kaschmirwolle der Changtangi-Kaschmirziege, für feine indische Kaschmirwolle oder ein Synonym für Kaschmirwolle. Pashmina bezeichnet ebenso Mischgewebe aus Kaschmirwolle und Seide in einem Verhältnis von 70 % zu 30 %.

## Analyse

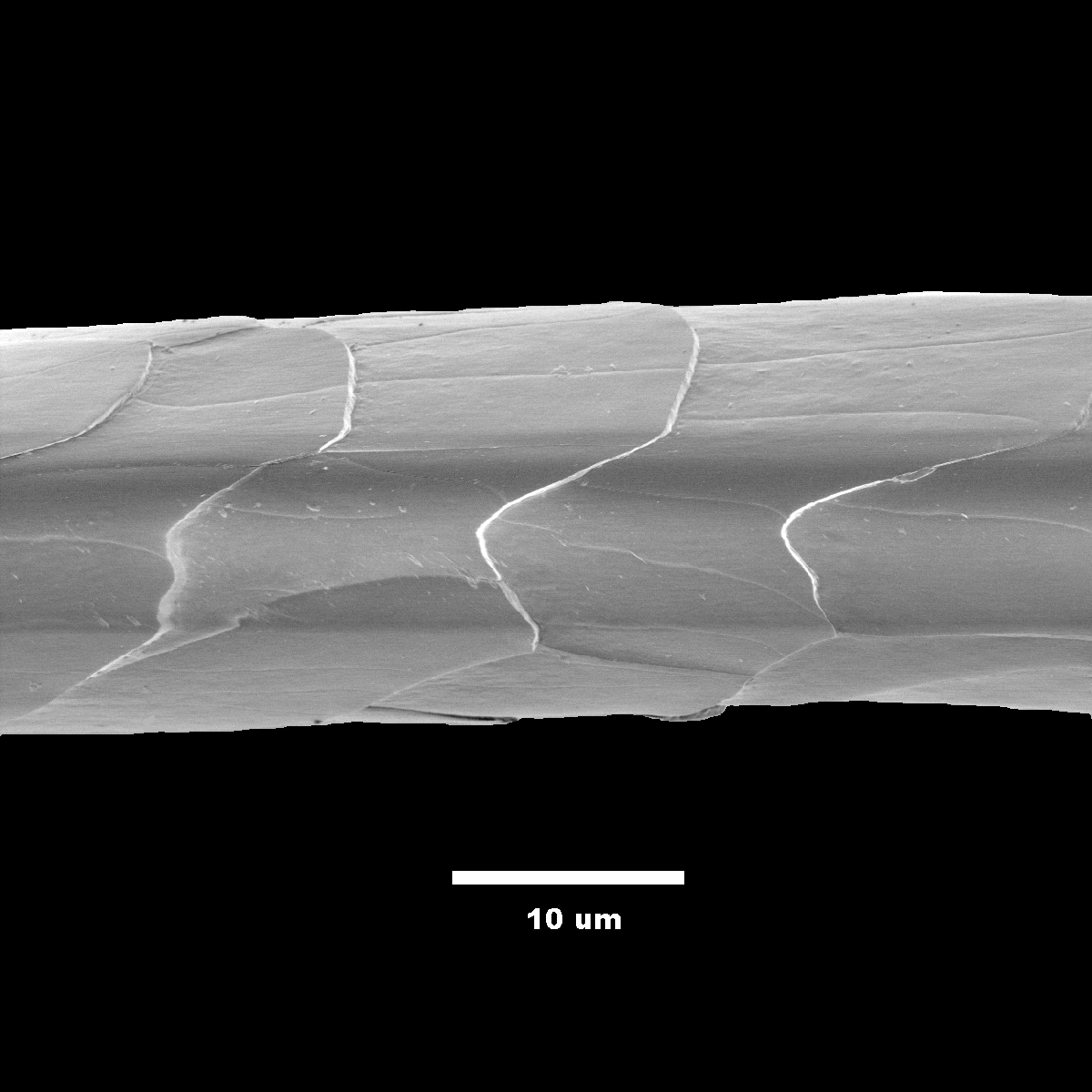
Ein Kaschmirhaar im Elektronenmikroskop

Kaschmirwolle kann durch verschiedene mikroskopische Verfahren von anderen Tierhaaren unterschieden werden. Dadurch lässt sich auch der Anteil an Kaschmirwolle in einer Mischung von Fasern bestimmen. Überdies existieren automatisierte Bildanalysen mikroskopischer Aufnahmen. Die Haaroberfläche ist geschuppt, mit 6–7 Schuppen pro 100 μm Haarlänge. Der Haarquerschnitt der dünneren Wollhaare ist rund und besitzt einen typischen Durchmesser von 15 μm. Im Querschnitt der dickeren Wollhaare sind Epidermis, Cortex und Medulla gut zu erkennen, allerdings fehlt bei dünneren Haaren die Medulla. Bei Wollhaaren mit größerem Durchmesser ist die Schuppenlinie mosaikförmig unterbrochen und der Querschnitt eher oval.
Die Identifikation kann außerdem mittels Infrarot-Spektroskopie oder DNA-Analyse erfolgen, z. B. per Polymerasekettenreaktion des Gens der 12S-rRNA in der mtDNA.

## Geschichte
Kaschmir wird seit Tausenden von Jahren in der Mongolei, Nepal und Kaschmir hergestellt. Die Faser ist auch als Pashm (persisch für Wolle) oder Pashmina (persisches/Urdu-Wort, abgeleitet von Pashm) bekannt, da sie für die handgefertigten Schals in Kaschmir verwendet wird. Hinweise auf Wollschals finden sich in Texten, die zwischen dem 3. Jh. v. Chr. und dem 11. Jh. n. Chr. entstanden. Eine in Kaschmir verbreitete Überlieferung besagt, dass es der kaschmirische Herrscher Zain-ul-Abidin aus dem 15. Jh. war, der die Industrie begründete, indem er Weber aus Turkestan ansiedelte. Einer anderen Quelle zufolge wurde das Weben von Kaschmirwolle am Hofe Mirza Haidar Tughlats entwickelt, der Kaschmir 1541 eroberte. Eine andere lokale Überlieferung sieht in dem Heiligen Mir Sayyid Ali Hamadani aus dem 14. Jahrhundert den Begründer des kaschmirischen Handwerks, der 700 Handwerker aus Persien nach Kaschmir brachte. Als Ali Hamadani Ladakh besuchte, entdeckte er die Wärme und Feinheit der ladakhischen Ziegenwolle. Er kämmte etwas Ziegenwolle und fertigte mit seinen eigenen Händen ein Paar Socken an. Anschließend schenkte er diese Socken dem König von Kaschmir, Sultan Qutubdin (1374–1389 n. Chr.). Der Sultan war von ihrer Haltbarkeit und Feinheit begeistert. Ali Hamadani brachte Ziegenrohwolle aus Ladakh mit und schlug dem König vor, in Kaschmir mit dem Weben von Schals zu beginnen. Im Jahr 1526 gründete Babur (1483–1530) das Mogulreich in Indien und führte die Praxis ein, den Mitgliedern des Durbars khil'at (oder „Ehrengewänder“, in der Regel aus teurem Stoff) zu verleihen, um hohe Verdienste, große Leistungen oder königliche Gunst zu signalisieren. Zu seiner Zeit bestand der khil'at aus einer Reihe von Kleidungsstücken, die einen Turban, einen langen Mantel, ein Gewand, eine taillierte Jacke, eine Schärpe, einen Schal, eine Hose, ein Hemd und einen Schal umfassen konnten. Eine oder alle dieser Kleidungsstücke konnten aus Pashmina gefertigt und mit Gold bestickt sein. Im Jahr 1568 wurde Kaschmir von Baburs Enkel Akbar erobert. Zu Akbars Zeiten gehörte ein Paar Pashmina-Schals zum festen Bestandteil der Khil'at-Zeremonien. Vom 16. bis zum frühen 20. Jahrhundert trugen auch die Safawiden-, Zand- und Qajar-Kaiser des Irans Pashmina und schenkten Kaschmirschals als khil'at im Rahmen ihrer politischen und religiösen Praktiken.

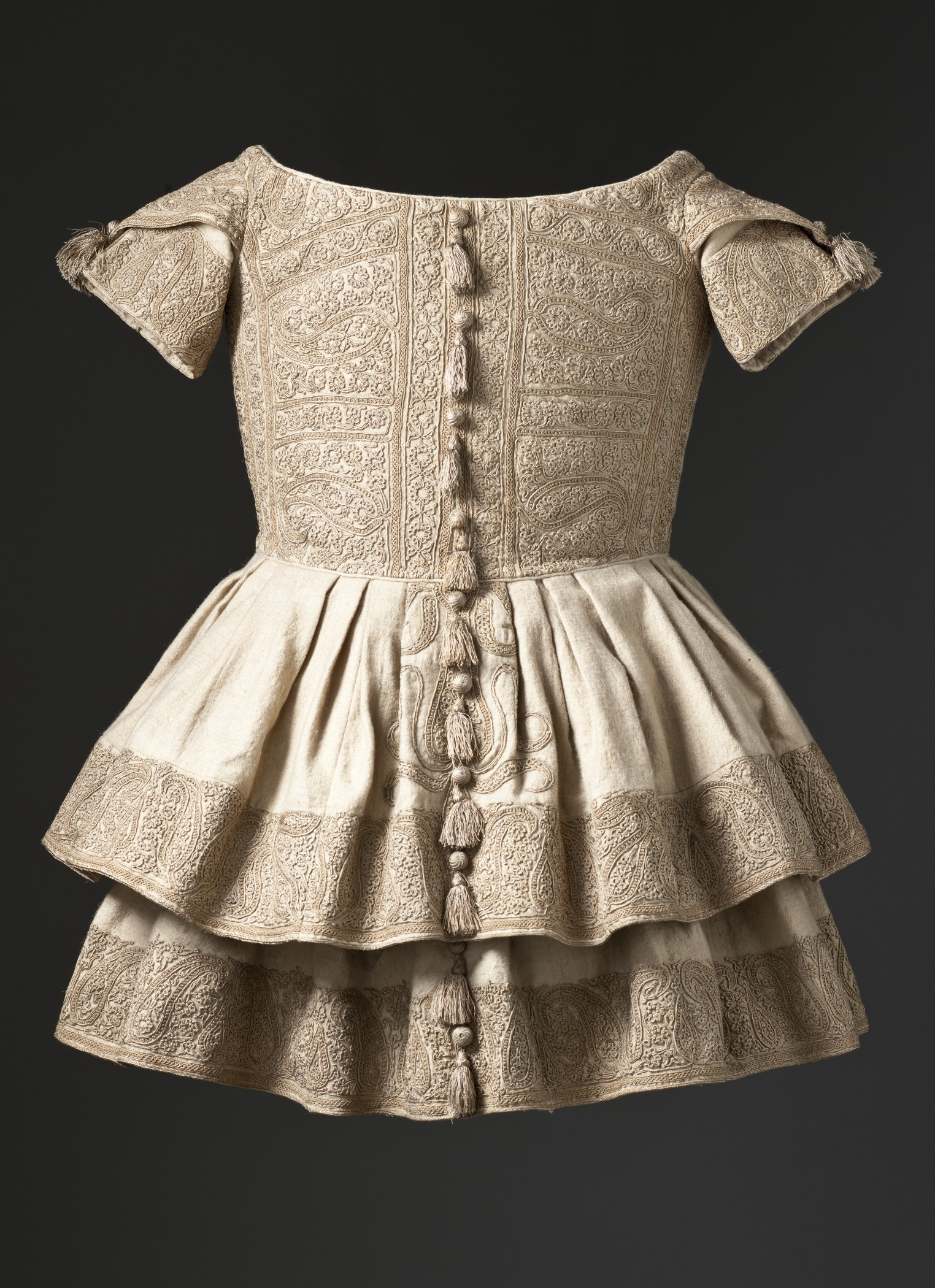
Herrenrock für Jungen aus Kaschmirwoll-Twill mit Seidenstickerei, circa 1855 in Kaschmir für den europäischen Markt hergestellt

In Europa wurden Schals aus Kaschmir um 1800 bekannt und wurden schnell zu einem unverzichtbaren Bestandteil der Damengarderobe des 19. Jahrhunderts, besonders im Directoire, Empire, im Biedermeier und während des zweiten Kaiserreichs. Kaiserin Joséphine trug oft Kaschmirschals, wodurch sie in Frankreich in Mode kamen. Der Handel mit kommerziellen Mengen an rohem Kaschmir zwischen Asien und Europa begann mit der Valerie Audresset SA in Louviers, Frankreich, die für sich in Anspruch nahm, das erste europäische Unternehmen zu sein, das Kaschmir kommerziell spinne. Die Daunen wurden über Kasan, die Hauptstadt der russischen Provinz Wolga, aus Tibet importiert und in Frankreich zur Herstellung von imitierten gewebten Schals verwendet. Im Gegensatz zu den Kaschmirschals hatten die französischen Schals auf jeder Seite ein anderes Muster. Das importierte Kaschmir wurde auf großen Sieben ausgebreitet und mit Stöcken geschlagen, um die Fasern zu öffnen und den Schmutz zu entfernen. Nach dem Öffnen wurde der Kaschmir gewaschen und Kinder entfernten die groben Haare. Die Daunen wurden dann nach denselben Methoden wie beim Kammgarnspinnen kardiert und gekämmt.
Im 18. und frühen 19. Jahrhundert gab es in Kaschmir, das damals von den Briten englisch Cashmere genannt wurde, eine blühende Industrie, die Schals aus Ziegenwollhaaren herstellte, welche über Ladakh aus Tibet und Tatarstan importiert wurden. Der Handel wurde durch Verträge kontrolliert, die als Folge früherer Kriege unterzeichnet worden waren. Die Schals wurden in Westeuropa eingeführt, als General Napoleon Bonaparte einen von seinem Feldzug im osmanischen Ägypten nach Paris schickte. Die Ankunft des Schals soll sofort für Aufsehen gesorgt haben, und es wurden Pläne geschmiedet, das Produkt in Frankreich herzustellen. Im Jahr 1799 begann William-Louis Ternaux, der führende Wollfabrikant Frankreichs unter Napoleon, in seiner Fabrik in Reims mit der Herstellung von imitierten indischen Tüchern (französisch Cachemires) aus der Wolle spanischer Merinoschafe. Mit staatlicher Unterstützung begann Ternaux 1811 auch mit der Herstellung echter indischer Schals unter Verwendung der so genannten Laine de Perse, d. h. des Wollhaars (Duvet) tibetanischer Kaschmirziegen. 1818 beschloss Ternaux, die Gründung von Kaschmirziegenherden in Frankreich zu unterstützen. Unter der Leitung des Orientalisten und Diplomaten Pierre Amédée Jaubert wurde eine Expedition nach Persien organisiert, die zum Teil von der französischen Regierung finanziert wurde. Von der erworbenen Herde von 1.500 Tieren kamen nur 256 im Frühjahr 1819 über die Krim sicher in Marseille und Toulon an. Etwa 100 der Kaschmirziegen wurden daraufhin von der französischen Regierung gekauft (zu je 2.000 Francs) und an die königliche Schafzucht in Perpignan geschickt. Die übrigen, etwa 180, einschließlich der Neugeborenen, kamen auf Ternaux' Anwesen in Saint-Ouen-sur-Seine bei Paris. Obwohl Ternaux wenig Erfolg damit hatte, Kleinbauern dazu zu bewegen, ihre Schafherden um Kaschmirziegen zu erweitern, waren einige wohlhabende Grundbesitzer bereit, mit den Ziegen zu experimentieren. So wurde Ternaux' Herde 1823 von C. T. Tower von Weald Hall, Essex, England, gesehen. Tower kaufte zwei weibliche und zwei männliche Ziegen und nahm sie mit nach England, wo er 1828 von der Society for the Encouragement of Arts, Manufactures and Commerce eine Goldmedaille für die Aufzucht einer Herde von Cashmeres erhielt. Außerdem wurden einige von Ternaux' Ziegen für eine Modellfarm in Grignon bei Versailles gekauft, die von M. Polonceau betrieben wurde. Polonceau kreuzte die Kaschmirziegen mit Angoraziegen, um die Daunen zum Spinnen und Weben zu verbessern. Diese Kaschmir-Angora-Herde wurde 1828 von William Riley aus New South Wales besichtigt, und 1831 kaufte Riley dreizehn dieser Ziegen, um sie nach Australien zu verschiffen. Zu dieser Zeit betrug die durchschnittliche Produktion der Polonceau-Herde 16 Unzen (500 Gramm) Daunen. Die Herde von Ternaux in St. Ouen zählte noch 150 Tiere, als der berühmte Industrielle 1833 starb. Die Herde in Perpignan war bereits 1829 ausgestorben.
Um 1830 war das Weben von Kaschmirschals mit in Frankreich hergestelltem Garn zu einer wichtigen schottischen Industrie geworden. Das Scottish Board of Trustees for the Encouragement of Arts and Manufactures setzte eine Belohnung von 300 Pfund Sterling für denjenigen aus, der als Erster in Schottland Kaschmir nach dem französischen System spinnen konnte. Kapitän Charles Stuart Cochrane sammelte während seines Aufenthalts in Paris die erforderlichen Informationen und erhielt 1831 ein schottisches Patent für dieses Verfahren. Im Herbst 1831 verkaufte er das Patent an Henry Houldsworth und Söhne aus Glasgow. 1832 begannen Henry Houldsworth und Söhne mit der Herstellung von Garn und erhielten 1833 die Belohnung. Dawson International wird zugeschrieben, 1890 die erste kommerzielle Enthaarungsmaschine erfunden zu haben, und ab 1906 kaufte das Unternehmen Kaschmir aus China, durfte aber bis 1978 nur Fasern aus Peking und Tianjin beziehen. Im Jahr 1978 wurde der Handel liberalisiert und Dawson International begann, Kaschmir aus vielen Provinzen zu kaufen. Der älteste noch immer aktive Hersteller von Textilien aus Kaschmirwolle ist Johnstons of Elgin.
Viele frühe Textilzentren entwickelten sich im Zuge der amerikanischen industriellen Revolution. Unter anderem leistete das Blackstone Valley einen wichtigen Beitrag zur Amerikanischen Industriellen Revolution. Die Stadt Uxbridge, Massachusetts, wurde zu einem frühen Textilzentrum im Blackstone Valley, das für die Herstellung von Kaschmirwolle und Satinsets bekannt war. Dem österreichischen Textilfabrikanten Bernhard Altmann ist es zugeschrieben, dass Kaschmir ab 1947 in großem Stil in die Vereinigten Staaten von Amerika gebracht wurde.

## Historische Kaschmirschals

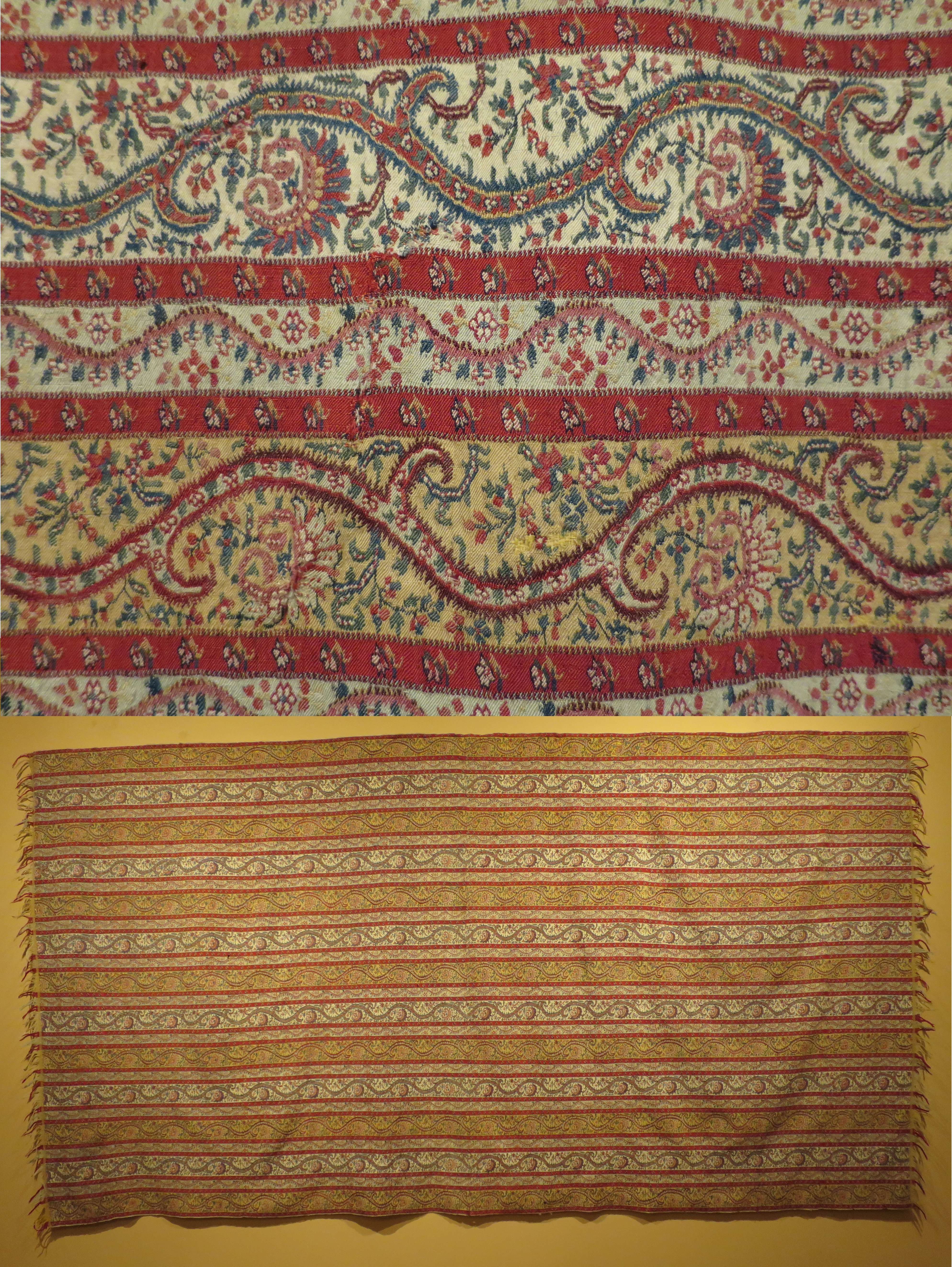
Jamawar, Kaschmir, frühes 19. Jahrhundert, Honolulu Museum of Art (oben: Detail; unten: Gesamtansicht)
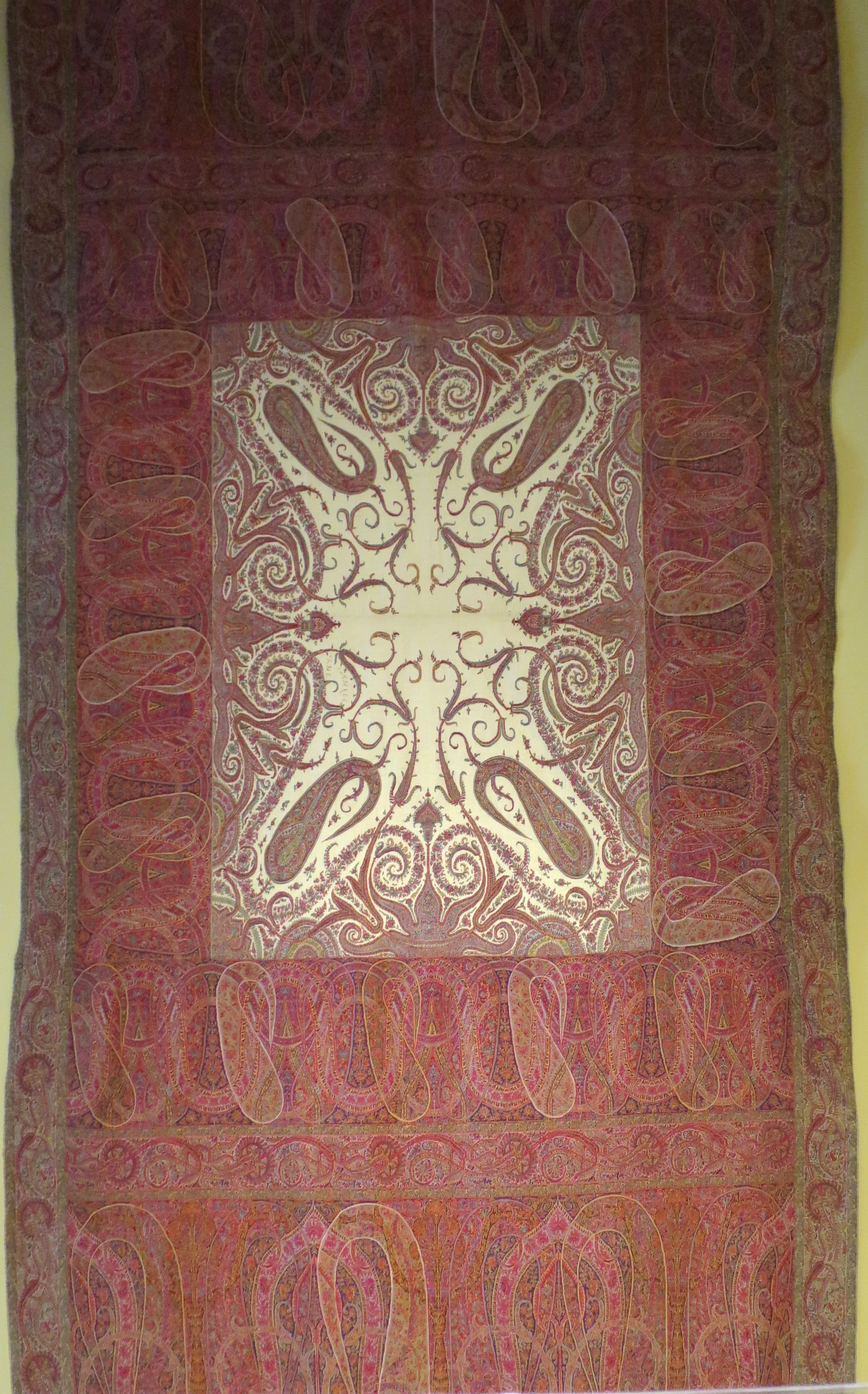
Schal, wahrscheinlich aus Kaschmir, 19. Jahrhundert, Honolulu Museum of Art
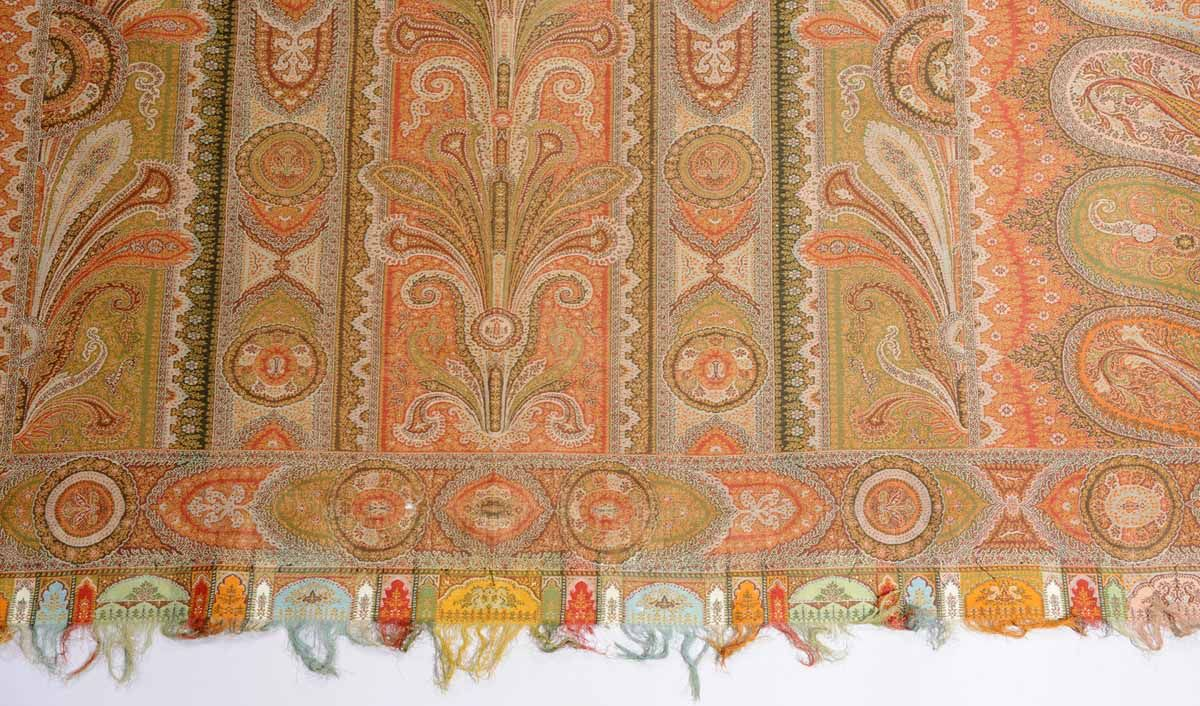
Schal mit Kaschmirmuster (Detail), zwischen 1850 und 1949, Musées départementaux de la Haute-Saône

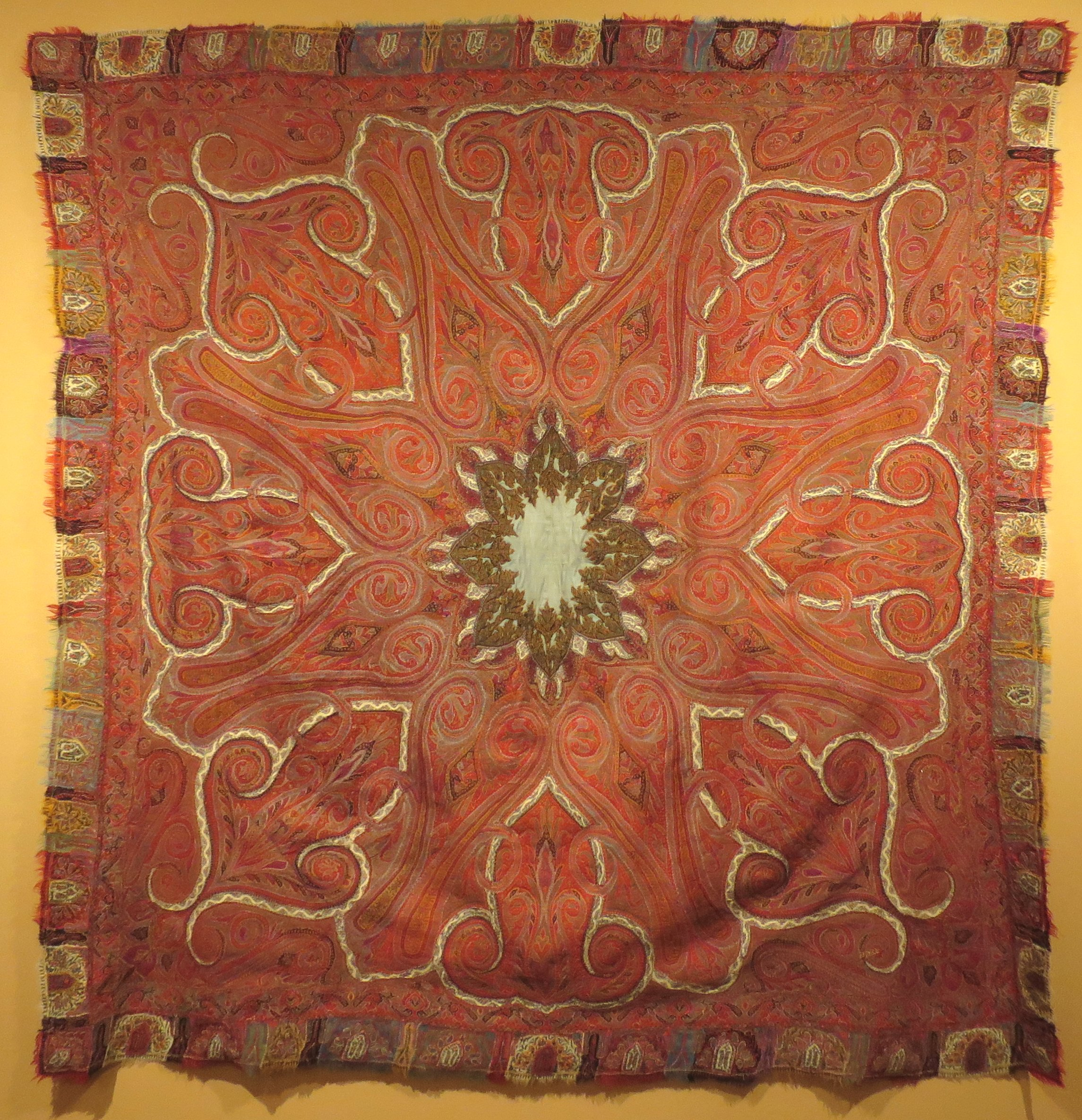
Kaschmir-Schal, Mitte des 19. Jahrhunderts, Honolulu Museum of Art